# Little (film)
Pour les articles homonymes, voir Little.
Pour plus de détails, voir Fiche technique et Distribution.
Little ou Petite au Québec est une comédie américaine réalisée par Tina Gordon (en) et sortie en 2019.

## Synopsis
Enfant, Jordan Sanders a été victime d'intimidation. En tant qu'adulte, elle est devenue l'intimidateur car elle dirige sa propre entreprise de technologie et traite tout le monde autour d'elle comme une ordure. Stevie, un enfant magicien pratiquant, auquel Jordan avait été impoli auparavant, souhaitait que Jordan redevienne un enfant qui la prendrait avec une patère. Le vœu se réalise le lendemain matin, lorsque Jordan aura 13 ans (Marsai Martin). Elle demande à son assistante April Williams de l'aider avec l'entreprise tandis que Jordan, parce que son voisin curieux, remarquant sans le savoir que Jordan était un enfant, a appelé une employée des services de protection de l'enfance et qu'elle est obligée de retourner dans la même école qui l'avait rendue malheureuse ou autrement, April, qui, Jordan dépeint comme sa tante, sera envoyé en prison.
À l'école, Jordan est à nouveau victime d'intimidation, mais elle se lie d'amitié avec trois autres marginaux - Isaac, Raina et Devon. Pendant ce temps, April a du mal à garder l'attention de tout le monde au travail sans Jordan pour semer la peur dans leur cœur et dans leur âme. Qui plus est, Connor, le plus gros client de la société, veut entendre un bon discours ou il va changer de société. Comme April n'a pas pu joindre Jordan par téléphone, April informe Conner des idées de son produit, Discover Eyes. Jordan se met en colère contre April parce qu'April a exprimé ses idées sans la permission de Jordan, ce qui se transforme en une bagarre qui aboutit à la démission d'April.
Une fois que Jordan a réalisé à quel point elle était terrible, elle a aidé les enfants à se produire lors d'un rassemblement stimulant, ce qui leur a valu le respect des autres étudiants. April trouve Stevie pour tenter d'aider à ramener Jordan à la normale, mais les choses ne fonctionnent pas. Jordan, qui a maintenant changé à l'intérieur, promet d'être une meilleure amie pour April et de soutenir son idée de pitch. Cela lui permet de redevenir adulte le lendemain matin et de retourner au travail avec une attitude positive et positive envers ses employés. Après plusieurs refus, le discours d'April marque un énorme client et Jordan devient un meilleur patron pour tout le monde.

## Fiche technique
- Titre original : Little
- Réalisation : Tina Gordon (en)
- Scénario : Tina Gordon et Tracy Oliver (en), sur une histoire de Tracy Oliver
- Décors : Javed Noorullah
- Costumes : Danielle Hollowell
- Photographie :
- Montage : David Moritz
- Musique : Germaine Franco
- Producteur : Kenya Barris (en), James Lopez et Will Packer (en)
- Producteur délégué : Regina Hall, Preston L. Holmes, Josh Martin et Marsai Martin
- Sociétés de production : Will Packer Productions (en) et Universal Pictures
- Société de distribution : Universal Pictures
- Pays d'origine :  États-Unis
- Langue originale : anglais
- Format : couleur
- Genre : Comédie
- Durée : 109 minutes
- Dates de sortie :
  -  Israël,  Koweït,  Liban et  Pays-Bas : 11 avril 2019
  -  Canada,  États-Unis et  Royaume-Uni : 12 avril 2019
  -  Belgique : 12 juin 2019
  -  France : 19 juin 2019

## Distribution
- Regina Hall (VFB : Mélanie Dermont ; VQ : Émilie Bibeau) : Jordan Sanders
- Marsai Martin (VFB : Aaricia Dubois ; VQ : Marine Guérin) : Jordan Sanders, jeune
- Issa Rae (VFB : Célia Torrens ; VQ : Camille Cyr-Desmarais) : April
- Tone Bell (en) (VFB : Claudio Dos Santos ; VQ : Nicholas Savard L'Herbier) : Preston
- Mikey Day (en) (VFB : Sébastien Hébrant ; VQ : Joakim Lamoureux) : Connor
- JD McCrary (en) (VFB : Ethan Waku ; VQ : Paul Malo) : Isaac
- Thalia Tran (VFB : Alayin Dubois) : Raina
- Eva Carlton (VFB : Marie du Bled) : Caren Greene / Jasmine
- Tucker Meek (VFB : Adrien Dussaiwoir) : Devon
- Luke James (en) (VFB : Maxime Van Santfoort ; VQ : Alexandre Fortin) : Trevor
- Rachel Dratch (VFB : Nathalie Stas ; VQ : Julie Burroughs) : Agent Bea
- Justin Hartley (VFB : Karim Barras ; VQ : Frédérik Zacharek) : M. Marshall
- Tracee Ellis Ross (VFB : Nathalie Stas ; VQ : Julie Burroughs) : la voix de l'assistant virtuel de Jordan
- Marley Taylor (VFB : Clara Mullenaerts ; VQ : Lhasa Morin) : Stevie
- Jade Fernandez (VFB : Claire Tefnin) : Emily

Version française :
- Société de doublage : Symphonia Films
- Direction artistique : Raphaël Anciaux
- Adaptation : Bob Yangasa
- Enregistrement : Camille Manchon
- Montage : Sébastien Lopez
- Mixage : Frédéric Le Grand